# Szigethy István
Szigethy István (Zalaegerszeg, 1943. szeptember 23. –) magyar ügyvéd, politikus, 1990 és 1998 között országgyűlési képviselő (SZDSZ).

## Élete
Régi zalaegerszegi családban született, Szigethy Árpád jogász és Farkasovszky Teréz tánctanárnő fiaként. Általános iskolai és középiskolai tanulmányait szülővárosában végezte, 1962-ben érettségizett a Zrínyi Miklós Gimnáziumban, majd a pécsi Janus Pannonius Tudományegyetem Állam- és Jogtudományi Karának hallgatója lett, ahol 1967-ben szerzett diplomát. 1956-tól igazolt sakkozó volt, 1973-ig a ZTE OB I. osztályú csapatában játszott, később a Csuti Antal SK elnökhelyettese lett.
1966-ban zárógyakorlatosként a Zalaegerszegi Ügyvédi Munkaközösségben kezdett dolgozni, ahol 1967 és 1970 között ügyvédjelölt volt, majd 1970-ben letette a jogi szakvizsgát, és ügyvéd lett. 1973-tól 1991-ig az ÜMK vezetője, közben a HNF zalaegerszegi szervezete jogi bizottságának elnöke volt, és külső tagként részt vett a városi tanács igazgatási és jogi bizottságának munkájában, ahol a rendeletek szerkesztésével foglalkozott. 1983 és 1991 között az Országos Ügyvédi Tanács, illetve a tanács gazdasági bizottságának tagja volt.
1989 októberétől 1990 januárjáig a Zala Megyei Területi Választási Bizottság elnöke volt, majd belépett a Szabad Demokraták Szövetségébe, és képviselőjelöltséget vállalt. Az 1990-es országgyűlési választáson pártja jelöltjeként Zala megye 1. számú, Zalaegerszeg központú választókerületéből szerzett mandátumot, az Országgyűlésben az alkotmányügyi, törvényelőkészítő és igazságügyi bizottság tagja, illetve az ügyrendi bizottság titkára, majd alelnöke lett. 1991-től 1992-ig az SZDSZ országos ügyvivői testületének tagja, 1994-ig az országos tanács elnökségi tagja volt, majd a párt Zala Megyei Egyeztető Tanácsának elnöke lett.
Az 1994-es országgyűlési választáson az SZDSZ Zala megyei területi listájáról jutott a parlamentbe, ahol az alkotmányelőkészítő bizottság és az alkotmányügyi, törvényelőkészítő, igazságügyi és ügyrendi bizottság tagja, valamint 1994 és 1996 között az SZDSZ-frakció vezetőségi tagja volt. Az 1994-es önkormányzati választáson pártja listájáról bekerült a Zala Megyei Közgyűlésbe, ahol az SZDSZ frakcióvezetője és a nemzetközi kapcsolatok bizottságának elnöke lett. Az 1998-as országgyűlési választáson nem szerzett mandátumot. Az 1998-as önkormányzati választáson Zalaegerszegen lett önkormányzati képviselő, majd 2002-ben visszavonult a politikától.
Felesége 1967-től Király Éva jogász, három fiuk van.